# Distrito de Cortegana
El Distrito de Cortegana es uno de los doce que conforman la Provincia de Celendín, ubicada en el Departamento de Cajamarca, bajo la administración del Gobierno regional de Cajamarca, en el norte del Perú.

## Historia
El distrito fue creado mediante Ley 7855 del 16 de octubre de 1933, en el gobierno del presidente Óscar R. Benavides.

## Población
De acuerdo al censo de 2017 el distrito cuenta con 7 449 habitantes. El distrito se encuentra a 1 667 m s. n. m. aproximadamente.

## Capital
La capital de este distrito es el poblado de Chimuch.
Comprende 56 caseríos.

## Autoridades

### Municipales
- 2019 - 2022[2]
  - Alcalde: Norvil Mena Atalaya , de Frente Regional.
  - Regidores:

  1. Eduarte Sánchez Ayala (Alianza para el Progreso)
  2. Porfirio Apaestegui Huamán (Alianza para el Progreso)
  3. Alfonzo López Lozano (Alianza para el Progreso)
  4. Yaneth García Rodríguez (Alianza para el Progreso)
  5. Javier Bueno Marín (Partido Democrático Somos Perú)

Alcaldes anteriores
- 2015-2018: Tras la reelección sigue en el gobierno el señor Mariano Vásquez Rojas.
- 2011-2014: Mariano Vásquez Rojas, del Movimiento Regional Fuerza Social Cajamarca (FS).
- 2007-2010: José Marcial Castañeda Pereyra.

## Festividades
- Febrero: Carnaval
- Junio: San Juan
- Agosto: Santa Rosa de Lima
- Septiembre: 
  - 8 San Pedero
  - 24 Virgen de las Mercedes

## Proyecto hidroeléctrico
El distrito de Cortegana es uno de los distritos de la provincia de Celendín donde se desarrollará el proyecto de la Central Hidroeléctrica Chadín 2, que generará 700MW de energía renovable aprovechando la fuerza de las aguas del río Marañón.